# Mesgen Amanov
Mesgen Amanov (Daşoguz. 6 september 1986) is een Turkmeens schaker.
Hij is de voormalig junior-kampioen in zijn land. Zijn FIDE-rating in 2016 is 2436, zijn hoogste rating was 2541 (sept. 2011). Hij werd Internationaal Meester (IM) in 2007 en grootmeester (GM) in 2009. Hij is de hoogst gerangschikte schaker van zijn land en hij vertegenwoordigde Turkmenistan in de schaakolympiades. Amanov is ook werkzaam als schaakleraar.

## Partij
Een partij waarin Amanov met zwart spelend David Vigonto verslaat staat op US Chess.

## Externe koppelingen
- (en)   Informatie over schaakpartijen van Mesgen Amanov op ChessGames.com
- (en)   Informatie over schaakpartijen van Mesgen Amanov op 365chess.com
- (en)  FIDE-ratinggegevens voor Mesgen Amanov